# النا مایورووا
النا مایورووا (روسی: Еле́на Влади́мировна Майо́рова؛ ۳۰ مهٔ ۱۹۵۸ – ۲۳ اوت ۱۹۹۷) بازیگر اهل اتحاد جماهیر شوروی بود.